# Рік Снайдер
Річард Дейл «Рік» Снайдер (англ. Richard Dale «Rick» Snyder; нар. 19 серпня 1958, Баттл-Крік, Мічиган) — американський підприємець і політик, член Республіканської партії. Губернатор штату Мічиган, у 2011-2019 роках.

## Життєпис
Закінчив Мічиганський університет, де він вивчав управління бізнесом і право. Він почав свою кар'єру в компанії Coopers & Lybrand, її відділенні в Детройті. У 1988 році він став партнером у бізнесі, і в 1989 році він був переведений у відділення в Чикаго, де він очолив команду злиття та поглинання. У 1991 році він перейшов працювати до комп'ютерної компанії Gateway, де спочатку він був віцепрезидентом, а потім президентом і головним операційним директором. У 1997 році разом з партнером заснував компанію у сфері венчурного капіталу Avalon Investments. У 2000 він заснував ще одну інвестиційну компанію під назвою Ardesta і був її головою. У 2005 році він повернувся очолив Раду компанії, у 2006 році був також тимчасовим президентом. Він пішов з компанії у 2007 році, коли він почав працювати у тайванській компанії Acer. Пізніше він зосередився на роботі у своїй компанії. Якийсь час, у той же час навчання студентів становить його альма-матер.
21 липня 2009 року Снайдер оголосив, що він має намір почати політичну кар'єру у складі Республіканської партії, і, зокрема балотуватися на посаду губернатора свого рідного штату Мічиган. 10 серпня 2010 року він виграв республіканські праймеріз і 2 листопада 2010 року переміг чотирьох інших кандидатів, у тому числі демократа Вірга Бернеро.
Рік Снайдер одружений зі Сью Снайдер і має трьох дітей. Пресвітеріанин.